# Oligodon ocellatus
Oligodon ocellatus är en ormart som beskrevs av Morice 1875. Oligodon ocellatus ingår i släktet Oligodon och familjen snokar. Inga underarter finns listade i Catalogue of Life.
Denna orm förekommer i Laos, Kambodja och Vietnam. Arten lever i låglandet och i kulliga områden upp till 300 meter över havet. Oligodon ocellatus vistas främst i städsegröna skogar men den besöker även angränsande gräsmarker. Honor lägger ägg.
I några regioner hotas beståndet av skogsröjningar. Allmänt har denna orm bra anpassningsförmåga. IUCN kategoriserar arten globalt som livskraftig.